# 鉤針編織

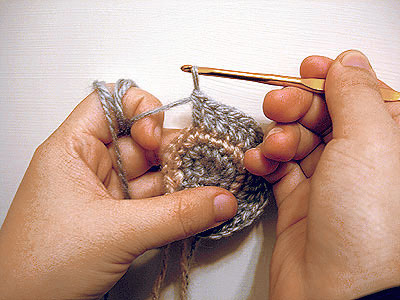
圖中正在以一支金色的鉤針進行圓型的鉤針編織, 可看到灰色的線是長針編織法, 棕色的線則是短針編織法

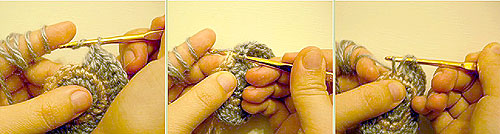
三個步驟在小環上勾環

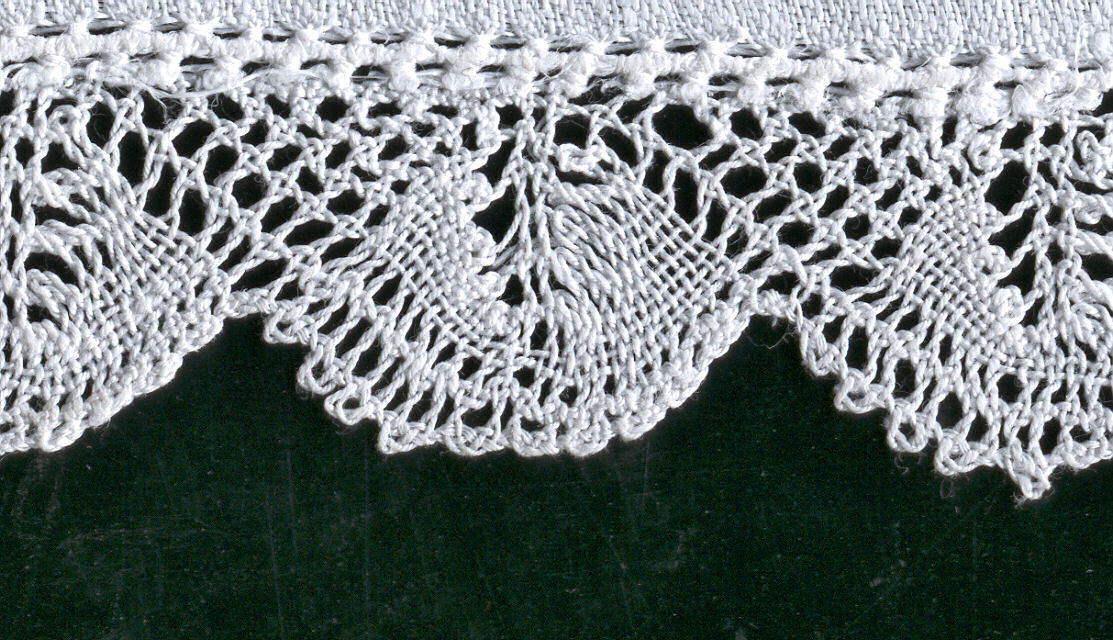
以螺紋棉花線鉤成的白色蕾絲

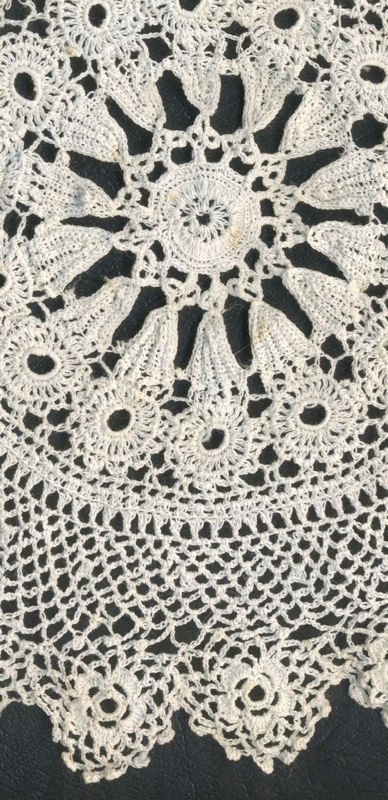
瑞典的鉤花桌巾

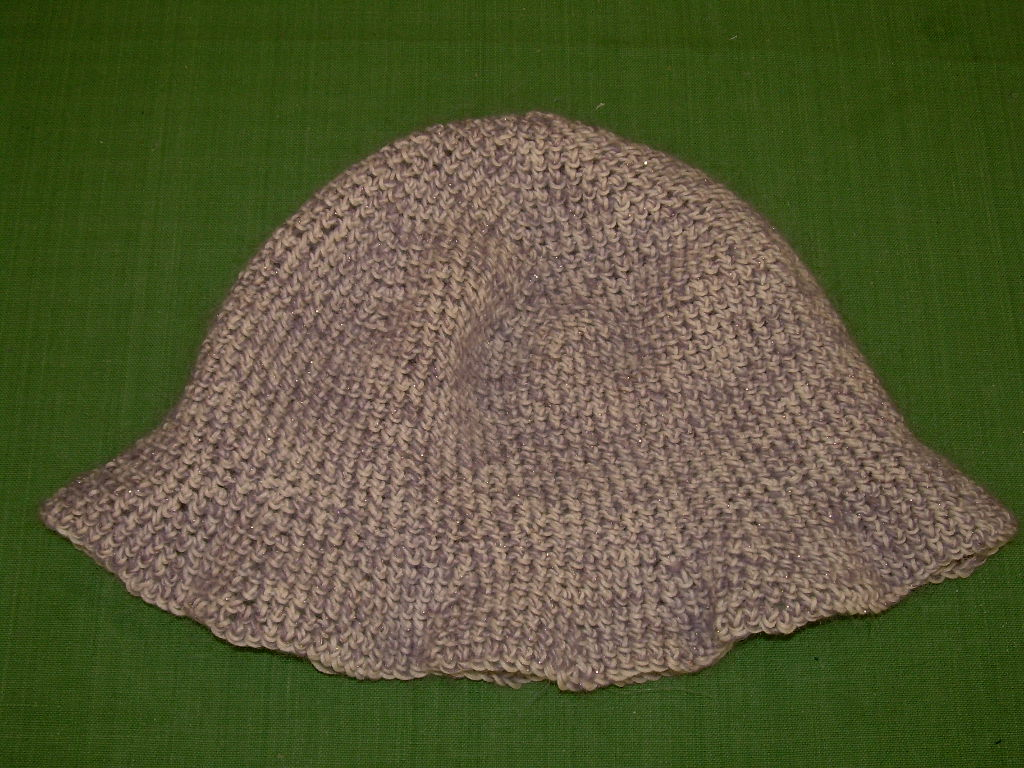
鉤花帽

鉤針編織或簡稱鉤織，指創造織物的一種方式，透過一支鉤針可將一條線編織成一片織物，進而將織物組合成衣著或傢飾品等。英文的鉤針編織「Crochet」是由古法語的「Croc」或「croche」而來，這兩個字都有鉤子的意思。
鉤織針法多樣，有玉針、方眼織、松編、貝殼編、緣飾等等，手工藝藝術，世界上有專業亦有業餘的鉤織愛好者。 （页面存档备份，存于） （页面存档备份，存于） （页面存档备份，存于） （页面存档备份，存于）
鉤針是進行鉤針編織的重要工具，有相當多種尺寸與規格，大至3.5公釐、小至0.75公釐者都有（美制為00到14吋）。材質上，鋁製與塑膠製是較常見到的，最常用的鉤針大小是2.5mm到19mm（美制為B到S號），比較特殊的長鉤針被稱為突尼斯鉤針，織法混合了鉤針編織與棒針編織。
鉤針所編織的織物充滿了無數個小環，透過鉤子將線打活結，充做一環，接著將鉤子從第一環穿入，鉤頭勾線，勾出另外一環，就能逐漸組成一排線串，最後一排會僅有一個活動環串在鉤針上，新的一排可再返回勾在舊的一排上，於是線串上的環鉤出無數排，就形成了一片鉤針編織。與棒針編織的邏輯基本上是相同的，但不同在於鉤針編織的花樣比較自由，從頭到尾僅有一支鉤針與一根線，可鉤出許多自由型與花型、圓型，甚至很容易鉤出小型的立體織物，如手指玩偶等。

## 起源
鉤針編織的起源有相當多種說法，某些理論認為鉤針編織來自於阿拉伯半島、南美洲、或是中國，但目前沒有具體的考古證據證明鉤針編織到底源自於上面哪一個地區。
鉤針編織普及化的時間，可能是1800年代左右的歐洲，透過文獻的了解，最早的鉤針編織可能根本是沒有鉤針而使用手指的，以至於沒有人工工具留下來的痕跡，也無法考據其歷史。某些作家以這些手指編織的圖片推測鉤針編織的歷史必定相當悠久，此論點同樣也沒有證據支持。其他的作家則認為，編結、編織這些方法，都是非常早期的編織方法之一，但至今尚未在有發現織品的考古年代中，發現以鉤針編織法所織成的織物。
法國在18世紀時曾有一種在蹦圈上刺繡的手法稱為「tambour」，這種刺繡的工具其實就是最早的鉤針，只不過鉤出的織品和現今鉤針編織不同，因此沒人注意到。另外，許多早於1800年之前的古老織品，聲稱是早期的鉤針編織，但考據後其實是混合了棒針編織法與鉤針編織法的古老織法「Nålebinding」（此字為丹麦语、意為束縛與針）。
19世紀，在英國、美國與法國；鉤針編織逐漸的普及，多數人們將鉤針編織用來補破掉的蕾絲，是一個較省錢的方案。因此以螺紋棉花線織成的蕾絲價格也受到影響而下降，導致後期扁平狀以鉤針編織法做成的蕾絲，比圓狀的更為普及。扁平狀的蕾絲也更快、更容易生產。
至於鉤針針頭最早是一支彎曲的針，被釘在木製把柄上，可見到早期愛爾蘭蕾絲工人多用這種粗製的鉤針，最昂貴的鉤針，針頭可能是有銀製、黃銅製或是象牙、鋼、骨頭等，把柄也雕有許多經細的花紋，多為上流社會的夫人使用，並被視為裝飾手部的一部份。在1840年代，第一本鉤針編織法的書籍由英國出版，作者是Eleanor Riego de la Branchardiere 與 Frances Lambert。從書上看來，早期的鉤針編織花樣著重於生動的配色，以及線材與織品的搭配，例如棉花和螺紋亞麻質料的線材，最好拿來做蕾絲。而羊毛毛線，最好拿來做衣物。

## 早期發展

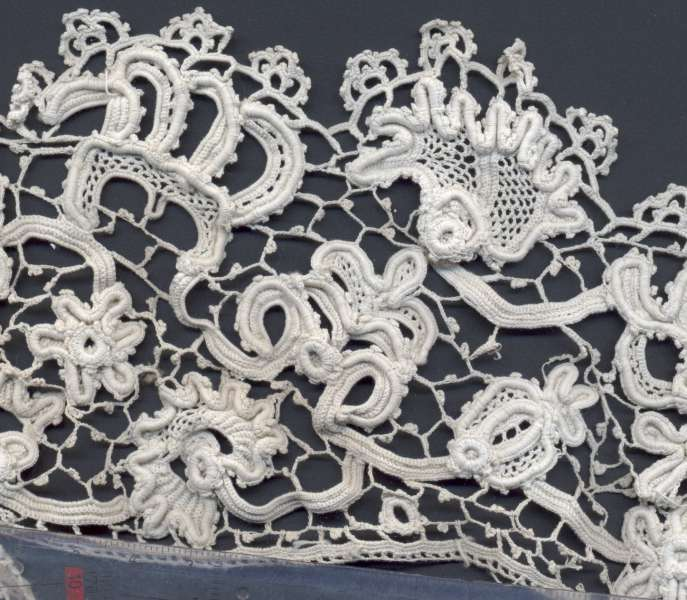
愛爾蘭蕾絲

鉤針的早期發展可說是家庭手工業興旺時期的重要推手，特別是在愛爾蘭與法國北部某些傳統農耕或畜牧產業被戰爭、土地變更改變的地區。另外也跟中產階級的興起息息相關，他們是家庭手工鉤針編織的大買家之一，加以鉤針編織易學易懂，在任何地方只要有針跟線就可以工作的特性，也使得它越來越普及，但普及的同時，也逐漸有廉價的隱憂，由於類似的鉤針編織產品越來越多，使得它變成了一種便宜的量產品。
幸好在維多利亞女王時期，鉤針編織所給人廉價品的印象逐漸薄弱，由購買愛爾蘭生產的鉤針編織蕾絲品和自學蕾絲編織逐漸盛行起來，最早的愛爾蘭蕾絲編織法傳到法國之後，花樣就變得更為豐富，1842年，Riego de la Branchardiere出版的蕾絲鉤針編織花樣中，就有更多的片盤狀蕾絲花樣，進而發展到用羊毛毛線來編織衣物的立體構成和花樣，早期鉤針編織的發展在1840年代形成了複雜且豐富的時期，不僅線料種類繁複，花樣也層出不窮，今日1840年代的維多利亞蕾絲作品也成為收藏家的喜好之一（網站）。

## 現代的轉變

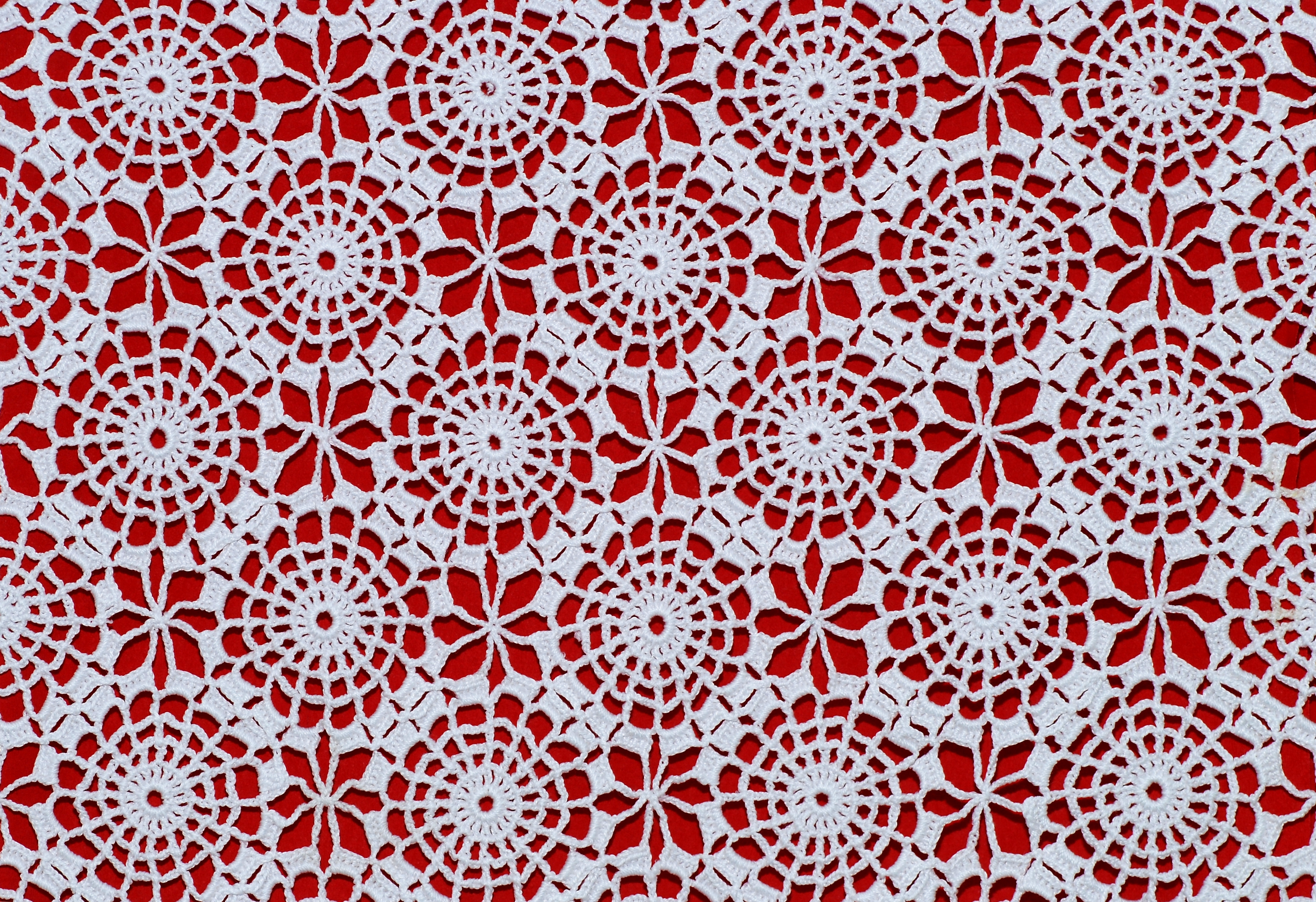
钩针编织的一块桌布细节

1890年代之後，鉤針編織與時尚流行逐漸融為一體，1910年到1920年間，蕾絲更為複雜，紋理和立體衣著的構成也更為華麗，這一時期被稱為新愛德華時期，其特色就是將維多利亞形式的蕾絲顏色變淡，轉為白色，與相當多的螺型花紋（1911年雜誌上的愛爾蘭鉤針編織包包圖片），維多利亞時的花俏顏色和繽紛的組成，變成在小錢包，串飾上，或是需要搭配亮彩度絲綢的時候才會出現。
第一次世界大戰後，鉤針編織的出版品還是很少量，多數提供的花樣還是早期的簡單樣式，不過第二次世界大戰之後，也就是大約1940年代末期，鉤針編織教學又重新流行起來，變成家庭手工藝熱門的主角，特別是許多新的花色，有想像力的構成，將鉤針編織與流行式樣的結合，造成許多鉤針編織書籍的出版，教導有興趣學習的人們，如何編織花樣多端、五顏六色的小塊鉤針織品，再組成披肩、長裙、桌布、窗簾等等織品。1960年代可說是鉤針編織的一個高潮，在1970年代初期，鉤針的花樣似乎已經發展到頂端，逐漸穩定成今日固定的編織手法，除了小塊拼織外（被戲稱為老祖母方塊織granny squares）、尚有圓形拼織與多色鉤針編織等形式。
21世紀的今天，鉤針編織依然具有一定的普及性，雖然時尚產業的針織品絕大多數都已變成機器針織的作品，但一般的手工藝中，鉤針編織由於毛線的進化和化學纖維的普及，也算是邁向新科技的一大步。下列是幾種常見的鉤針編織法。
- 方網鉤針編織（Filet crochet）
- 突尼斯鉤針編織法
- 帚形鉤蕾絲（Broomstick lace）
- 簪形鉤蕾絲（Hairpin lace）
- 雙頭鉤針編織（Cro-hook）
- 愛爾蘭鉤針編織法（Irish crochet）

「第七屆漢字文化節」有參展作品以鉤織技法做立體漢字效果。

## 國際共用的鉤針編織術語

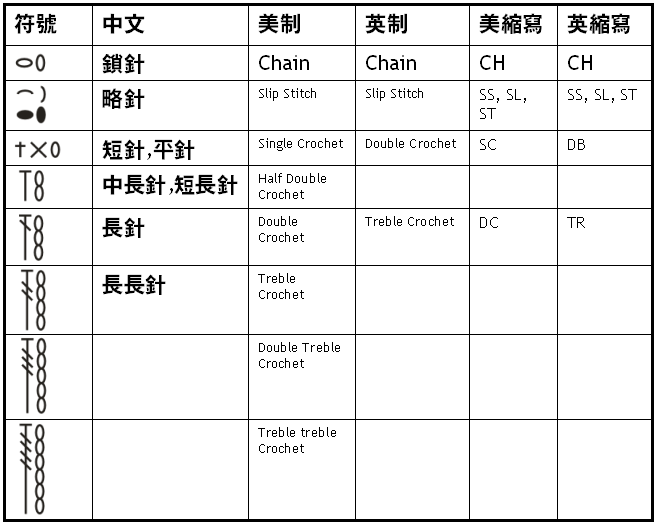
國際共用的鉤針花樣圖示

雖然各國鉤針編織的花樣符號略有不同形狀和稱呼，但基本符號的國際通用性相當高，某些特殊花樣的鉤針符號的辨認與稱呼，則有專書介紹，如專鉤立體造型玩偶，或是花樣繁雜的衣著等。
鉤針符號的基礎都來自於一個環狀的標示，即代表了鎖針，如鎖鍊狀而得其名，一個鎖針上可有多種變化，不斷將鎖針套鎖針會有一條長線，在同一個鎖針上打很多個鎖針，則出現一個圓形，以此理類推，就是鉤針編織從一條線變成一片織物的基礎。因此在所有鉤針花樣圖示上，鎖針可說是無所不在。
英制與美制的鉤針編織術語則略有說法上的不同，下列是簡單的例子：
- 短針：英制稱為Double crochet（DC）、美制稱為Single crochet（SC）
- 長針：英制稱為Treble crochet（TR）、美制稱為Double crochet（DC）

右側的圖示則是國際共用的鉤針花樣圖示，並附有英美不同的唸法。

## 特殊材料
由於鉤針的自由度很高，所以編織材料的靈活度也相對提高，一些在毛線之外的線材都有可能利用鉤針編織，常見的有塑膠繩，不論粗細都可以編織，織物有可能小至桌上盒，大至地毯，亦能將舊衣分為布條，用鉤針編為可用的小毯，或是雜貨店的塑膠袋分為小條，再編為可一直利用的購物袋等（圖片），
鉤針編織也能編貴重的金屬線，如銀線編織成的飾品，可穿上珍珠、寶石等（圖片）。